# Псевдобои
Псевдобоите (Pseudoboa) са род влечуги от семейство Смокообразни (Colubridae).
Таксонът е описан за пръв път от германския филолог и естественик Йохан Готлоб Теанеус Шнайдер през 1801 година.

## Видове
- Pseudoboa coronata
- Pseudoboa haasi
- Pseudoboa martinsi
- Pseudoboa neuweidii
- Pseudoboa neuwiedii
- Pseudoboa nigra
- Pseudoboa serrana